# 尼古拉斯·雷瑙

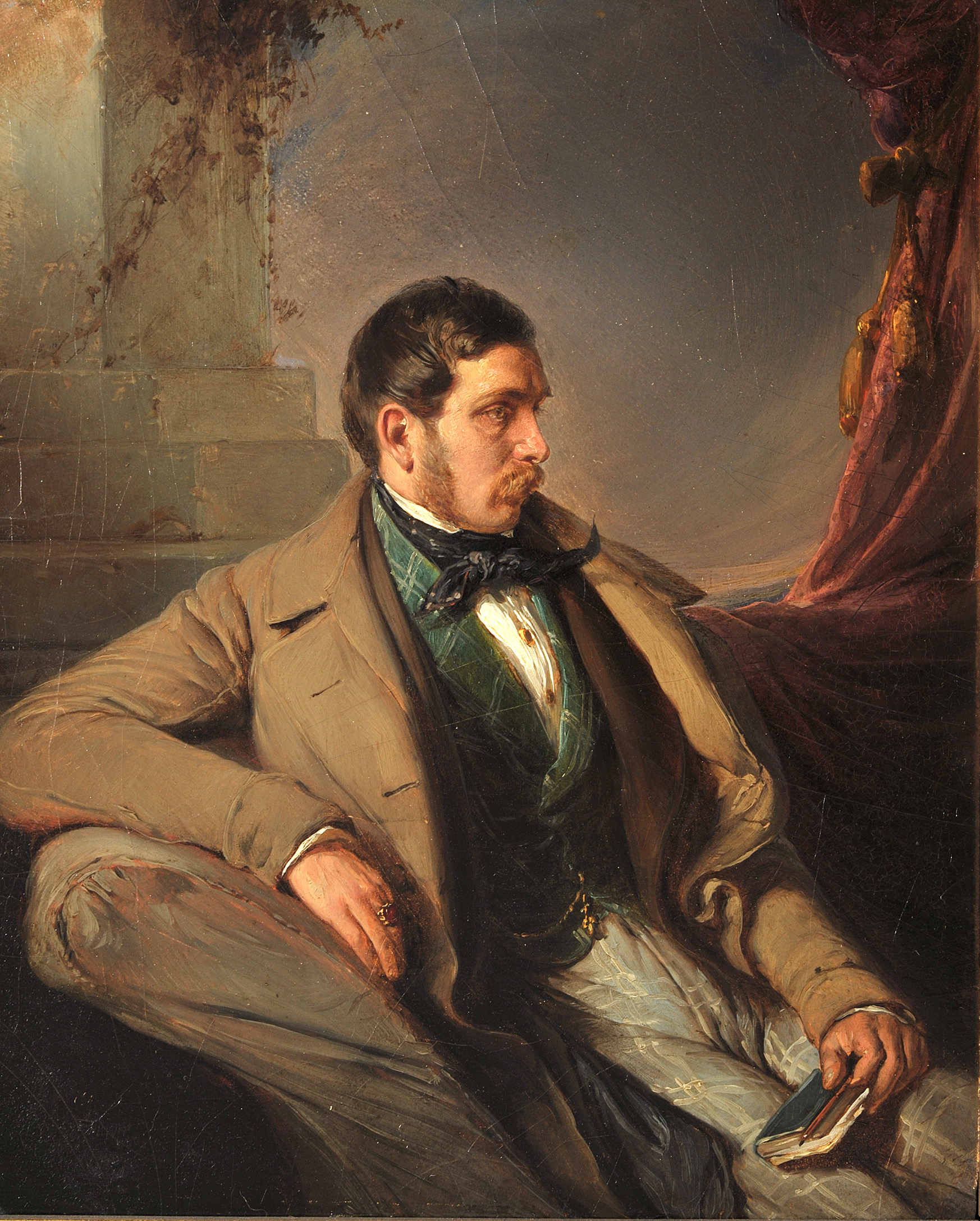
雷瑙在1839年时的画像

尼古拉斯·雷瑙（Nikolaus Lenau，1802年8月13日—1850年8月22日）是出生于蒂米什瓦拉的奧地利籍德语詩人作家，筆名為Nikolaus Franz Niembsch, Edler (nobleman) von Strehlenau，以其反映時代悲哀及個人絕望的憂鬱抒情詩聞名，最終病逝于疗养院。